# Блок Світличної «Разом!»
Блок Світличної «Разом!» — українська політична партія, заснована у 2015 році, керівник партії — Юлія Світлична

## Історія
6 серпня 2015 року створено партію «Єдина сила». Того ж року її лідер Володимир Нетребенко балотувався від неї до Київської міської ради, але не пройшов.
23 квітня 2020 року партія змінила назву на Блок Світличної «Разом!»..

### Місцеві вибори 2020
За результатами місцевих виборів 2020 року партія отримала 17 (з 120) місць в Харківській обласній раді, 6 (з 84) місць в Харківській міській раді. Також 12 (з 36) в Лозівській міській раді, 3 (з 34) в Ізюмській міській раді, 3 (з 34) в Чугуївській міській раді, 5 (з 34) в Куп'янській міській раді, 7 (з 34) в Богодухівській міській раді, 3 (з 26) в Красноградській міській раді.